# Teillay
Teillay é uma comuna francesa na região administrativa da Bretanha, no departamento Ille-et-Vilaine. Estende-se por uma área de 26,2 km². Em 2010 a comuna tinha 1 078 habitantes (densidade: 41,1 hab./km²).